# Südamerikanische Riesenratten
Die Südamerikanischen Riesenratten (Kunsia) sind eine in Südamerika lebende Nagetiergattung aus der Gruppe der Neuweltmäuse mit zwei Arten.
Diese Tiere sind die größten lebenden Neuweltmäuse. Sie erreichen eine Kopfrumpflänge von 16 bis 29 Zentimetern, der Schwanz ist mit 8 bis 16 Zentimetern relativ kurz. Ihr Fell ist rau und insbesondere an der Oberseite dicht, es ist am Rücken dunkelbraun gemischt mit grau und am Bauch heller gefärbt. Die Füße sind groß und kräftig und mit langen Krallen versehen.
Südamerikanische Riesenratten sind im östlichen Bolivien, dem mittleren und südlichen Brasilien und dem nördlichen Argentinien beheimatet. Ihr Lebensraum sind lichte Wälder und Savannen bis in 1100 Meter Höhe.
Diese Nagetiere führen eine grabende Lebensweise. In der Trockenzeit leben sie fast gänzlich unterirdisch, in der Regenzeit kommen sie häufig an die Oberfläche. Sie sind nachtaktiv, ansonsten ist über ihre Lebensweise wenig bekannt.
Es gibt zwei Arten:
- Kunsia fronto ist nur von wenigen Stellen aus dem nordöstlichen Argentinien und dem mittleren Brasilien bekannt.
- Kunsia tomentosus lebt im östlichen Bolivien und dem westlichen Brasilien.

Beide Arten sind nur von wenigen Fundorten bekannt und dürften ein stark zersplittertes Verbreitungsgebiet haben. Die IUCN listet K. fronto als stark gefährdet (endangered) und K. tomentosus als nicht gefährdet (least concern).